# Alice Kimball Smith
Alice Kimball Smith (1907–2001) foi uma historiadora, escritora e professora americana, conhecida especialmente por seus escritos baseados em experiências pessoais sobre o Projeto Manhattan.